# Droga krajowa B437 (Niemcy)
Droga krajowa 437 (niem. Bundesstraße 437) – niemiecka droga krajowa przebiegająca z zachodu na wschód i łączy drogę B436 we Friedeburgu z autostradą A27 na węźle Stotel na północy  Dolnej Saksonii.